# Carlia ailanpalai
Carlia ailanpalai (сцинк допитливий) — вид сцинкоподібних ящірок родини сцинкових (Scincidae). Ендемік Папуа Нової Гвінеї, інтродукований в Мікронезії.

## Поширення і екологія
Допитливі сцинки є ендеміками острова Манус в групі островів Адміралтейства. Вони були інтродуковані на Північні Маріанські острови (Сайпан), на Гуам та до Федеративних Штатів Мікронеезії, де були зафіксовані на островах Яп, Косрае і Чуук. Вони живуть на узліссях сухих тропічних лісів і в чагарникових заростях, на висоті до 300 м над рівнем моря, віддають перевагу порушеним середовищам.